# Grammodes triangulata
Grammodes triangulata là một loài bướm đêm trong họ Erebidae.